# シャリーフダンサー
シャリーフダンサー (Shareef Dancer) とはアメリカ合衆国で生産された競走馬および種牡馬である。

## 経歴
1歳時にケンタッキー州で行われたセリで330万ドル（約8億円）で落札されたものの、競走馬としては5戦で3勝したのみであった。しかし3歳時の1983年にはウォルター・スウィンバーンの騎乗によりキングエドワード7世ステークス (G2) でラシアンルーブルを2着に抑え、アイリッシュダービーではカーリアンを2着に抑えてそれぞれ優勝している。アイリッシュダービー優勝後は一度もレースに出走することなく当年限りで競走馬を引退した。
1984年よりイギリスで種牡馬入りした。当初は重賞馬を輩出するもののG1競走を制す産駒を出せていなかったが、1988年に誕生したポセッシヴダンサーが1991年にオークスイタリアーノとアイリッシュオークスを制したことにより評価が上昇し、以降も多くの活躍馬を輩出した。
1999年5月4日、ニューマーケットの厩舎で右後脚の骨折が原因で19歳で死亡した。
産駒は牝馬の活躍馬が多く、ブルードメアサイアーとしてもドバイミレニアムなどの活躍馬を輩出している。また後継種牡馬も数頭残しているが、勢いのあるノーザンダンサー系のなかでは目立ったサイアーではない。
日本においては競走馬としての産駒が数頭輸入されており、中央競馬で勝利を記録している。ほかにも1991年のジャパンカップにはロックホッパーが外国馬として出走し、単勝4番人気で7着となっている。

## おもな産駒
- 1985年生
  - Nediym / ネディーム（種牡馬）
- 1986年生
  - Glen Jordan / グレンジョルダン（種牡馬）
- 1987年生
  - Rock Hopper / ロックホッパー（種牡馬）
- 1988年生
  - Possessive Dancer / ポセッシヴダンサー（1991年オークスイタリアーノ、アイリッシュオークス）
- 1992年生
  - Brillant Dancer / ブリランダンサー（種牡馬）
- 1993年生
  - Glory of Dancer / グローリーオブダンサー（1995年グランクリテリウム）

おもなブルードメアサイアーとしての産駒は以下のとおり。
- ドバイミレニアム（母Colorado Dancer）
- ドバイエクセレンス（母Colorado Dancer）
- ダージー（母Colorado Dancer）
- ストーミングホーム（母Try to Catch Me）
- マーゴットディド（母Special Dancer）

## エピソード
1983年に組まれた4000万ドルのシンジケートは2000年にフサイチペガサスに抜かれるまで世界最高額記録だった。同年のスナーフィダンサー（1歳馬として世界記録となる1020万ドルで落札された。なお同馬はハーツクライの祖母の半兄に当たる）とともにノーザンダンサーバブルを象徴する出来事になった。

## 血統表
| シャリーフダンサーの血統（ノーザンダンサー系 / Mahmoud 4×5=9.38%、Pharamond 5×5=6.25%） | シャリーフダンサーの血統（ノーザンダンサー系 / Mahmoud 4×5=9.38%、Pharamond 5×5=6.25%） | シャリーフダンサーの血統（ノーザンダンサー系 / Mahmoud 4×5=9.38%、Pharamond 5×5=6.25%） | （血統表の出典）     | （血統表の出典） |
| 父 Northern Dancer 1961 鹿毛                                                            | 父の父Nearctic 1954 黒鹿毛                                                              | Nearco                                                                                  | Pharos               | Pharos           |
| 父 Northern Dancer 1961 鹿毛                                                            | 父の父Nearctic 1954 黒鹿毛                                                              | Nearco                                                                                  | Nogara               |                  |
| 父 Northern Dancer 1961 鹿毛                                                            | 父の父Nearctic 1954 黒鹿毛                                                              | Lady Angela                                                                             | Hyperion             | Hyperion         |
| 父 Northern Dancer 1961 鹿毛                                                            | 父の父Nearctic 1954 黒鹿毛                                                              | Lady Angela                                                                             | Sister Sarah         |                  |
| 父 Northern Dancer 1961 鹿毛                                                            | 父の母Natalma 1957 鹿毛                                                                 | Native Dancer                                                                           | Polynesian           | Polynesian       |
| 父 Northern Dancer 1961 鹿毛                                                            | 父の母Natalma 1957 鹿毛                                                                 | Native Dancer                                                                           | Geisha               |                  |
| 父 Northern Dancer 1961 鹿毛                                                            | 父の母Natalma 1957 鹿毛                                                                 | Almahmoud                                                                               | Mahmoud              | Mahmoud          |
| 父 Northern Dancer 1961 鹿毛                                                            | 父の母Natalma 1957 鹿毛                                                                 | Almahmoud                                                                               | Arbirator            |                  |
| 母 Sweet Alliance 1974 鹿毛                                                             | 母の父Sir Ivor 1965 鹿毛                                                                | Sir Gaylord                                                                             | Turn-to              | Turn-to          |
| 母 Sweet Alliance 1974 鹿毛                                                             | 母の父Sir Ivor 1965 鹿毛                                                                | Sir Gaylord                                                                             | Somethingroyal       |                  |
| 母 Sweet Alliance 1974 鹿毛                                                             | 母の父Sir Ivor 1965 鹿毛                                                                | Attica                                                                                  | Mr.Trouble           | Mr.Trouble       |
| 母 Sweet Alliance 1974 鹿毛                                                             | 母の父Sir Ivor 1965 鹿毛                                                                | Attica                                                                                  | Athenia              |                  |
| 母 Sweet Alliance 1974 鹿毛                                                             | 母の母Mrs.Peterkin 1965 鹿毛                                                            | Tom Fool                                                                                | Menow                | Menow            |
| 母 Sweet Alliance 1974 鹿毛                                                             | 母の母Mrs.Peterkin 1965 鹿毛                                                            | Tom Fool                                                                                | Gaga                 |                  |
| 母 Sweet Alliance 1974 鹿毛                                                             | 母の母Mrs.Peterkin 1965 鹿毛                                                            | Legendra                                                                                | Challenger           | Challenger       |
| 母 Sweet Alliance 1974 鹿毛                                                             | 母の母Mrs.Peterkin 1965 鹿毛                                                            | Legendra                                                                                | Lady Legend F-No.4-r |                  |

母のスウィートアライアンスは1977年のケンタッキーオークス（当時G2）を制している。